# ترور کارسون
ترور کارسون (انگلیسی: Trevor Carson؛ زادهٔ ۵ مارس ۱۹۸۸) بازیکن فوتبال اهل بریتانیا است.
از باشگاه‌هایی که در آن بازی کرده‌است می‌توان به باشگاه فوتبال بری، باشگاه فوتبال برنتفورد، باشگاه فوتبال چسترفیلد، باشگاه فوتبال ساندرلند، باشگاه فوتبال چلتنهام تاون، باشگاه فوتبال هال سیتی، باشگاه فوتبال پورتسموث، باشگاه فوتبال لینکولن سیتی، و باشگاه فوتبال هارتل پول یونایتد اشاره کرد.